# TS Galaxy FC
TS Galaxy FC is een Zuid-Afrikaanse professionele voetbalclub uit Kameelrivier. De club werd in 2015 opgericht.
In mei 2018 kocht eigenaar Tim Suzuki, naar wie de club vernoemd is, de licentie van Cape Town All Stars om in de National First Division te kunnen spelen. Een jaar later werd de eerste prijs gewonnen, toen de finale van de Nedbank Cup werd binnengehaald. In september 2020 kocht TS Galaxy zich de Premier Soccer League in door de licentie van Highlands Park over te nemen.

## Erelijst
- Nedbank Cup

2019

## Bekende (oud-)spelers
- Reneilwe Letsholonyane (2020–2021)

AmaZulu ·
Baroka · 
Bloemfontein Celtic · 
Cape Town City FC · 
Chippa United · 
Golden Arrows · 
Kaizer Chiefs · 
Mamelodi Sundowns · 
Maritzburg United · 
Moroka Swallows · 
Orlando Pirates · 
Sekhukhune United · 
Stellenbosch ·
Supersport United ·
TS Galaxy ·
TTM